# 天使の眼、野獣の街
『天使の眼、野獣の街』（原題：跟蹤、英題：Eye in the Sky）は、2007年公開の香港映画。
日本では2007年の第8回東京フィルメックスで「アイ・イン・ザ・スカイ（原題）」として上映され、審査員特別賞を受賞。劇場公開は2009年1月31日。
2013年には韓国でリメイクされた(「監視者たち」)。

## 出演
- レオン・カーフェイ - 陳重山（チャン・チョンサン）
- サイモン・ヤム  - 黃文展/狗頭（ウォン・マンチン/犬頭）
- ケイト・ツイ - 何家寶/豬女（ホー・カーボー/子豚）
- マギー・シュー
- ラム・シュー - 呉東（ファットマン）
- ン・ティンイップ
- チョン・シウファイ - 陳柱林
- スーザン・ツェー

## スタッフ
- 監督：ヤウ・ナイホイ
- 製作：ジョニー・トー、ツイ・シウミン
- 脚本：ヤウ・ナイホイ、アウ・キンイー
- 音楽：ガイ・ゼラファ
- 撮影：トニー・チャン
- 編集：デヴィッド・エム・リチャードソン

## 主な受賞
- 第8回東京フィルメックス(2007年)
  - 審査員賞特別賞「コダック VISION アワード」
- 第27回香港電影金像奨(2008年)
  - 最優秀新人賞（ケイト・ツイ）
  - 最優秀新人監督賞
- 第14回香港電影評論学会大奨(2008年)
  - 最優秀男優賞（レオン・カーフェイ）
  - 推薦電影
- 第2回アジア・フィルム・アワード(2008年)
  - 最優秀編集賞

## DVD
- 日本では2010年6月2日に、ジェネオン・ユニバーサル・エンターテイメントより日本版DVDが発売された。